# Milão-Vignola
A Milão-Vignola foi uma corrida de ciclismo italiana que se disputava entre as cidades de Milão e Vignola. Criada em 1952 disputou-se, salvo algumas interrupções nos primeiros anos, até 1996. Em 1997 a corrida foi substituída pelo Grande Prêmio Bruno Beghelli. A edição de 1974 serviu para proclamar ao Campeão de Itália em estrada.

## Palmarés
| Ano                    | Vencedor             | Segundo                 | Terceiro            |
| ---------------------- | -------------------- | ----------------------- | ------------------- |
| 1952                   | Antonio Bevilacqua   | Angelo Conterno         | Alfio Ferrari       |
| 1953-55. Não disputada |                      |                         |                     |
| 1956                   | Pierino Baffi        | Giuseppe Cainero        | Basco Modena        |
| 1957. Não disputada    |                      |                         |                     |
| 1958                   | Adriano Zamboni      | Roberto Falaschi        | Idrio Bui           |
| 1959                   | Adriano Zamboni      | Nello Velucchi          | Roberto Falaschi    |
| 1960                   | Alessandro Fantini   | Mario Minieri           | Angelo Coletto      |
| 1961                   | Willy Vannitsen      | Dino Bruni              | Mario Minieri       |
| 1962                   | Vendramino Bariviera | Alfredo Sabbadin        | Mario Minieri       |
| 1963                   | Adriano Durante      | Raffaele Marcoli        | Oreste Magni        |
| 1964                   | Guido de Rosso       | Adriano Durante         | Diego Ronchini      |
| 1965                   | Guido de Rosso       | Michele Dancelli        | Gianni Motta        |
| 1966                   | Adriano Durante      | Franco Bitossi          | Marinho Basso       |
| 1967                   | Rudi Altig           | Bruno Mealli            | Ole Ritter          |
| 1968                   | Marinho Basso        | Eraldo Bocci            | Ole Ritter          |
| 1969                   | Attilio Rotaciona    | Franco Bitossi          | Dino Zandegù        |
| 1970                   | Adriano Durante      | Patrick Sercu           | Luigi Sgarbozza     |
| 1971                   | Marinho Basso        | Patrick Sercu           | Luigi Sgarbozza     |
| 1972                   | Julien van Lint      | Mauro Simonetti         | Julien Stevens      |
| 1973                   | Marinho Basso        | Patrick Sercu           | Gianni Motta        |
| 1974                   | Enrico Paolini       | Felice Gimondi          | Marino Basso        |
| 1975                   | Rik van Linden       | Patrick Sercu           | Pierino Gavazzi     |
| 1976                   | Rik van Linden       | Pierino Gavazzi         | -                   |
| 1977                   | Luciano Borgognoni   | Marino Basso            | Giuseppe Saronni    |
| 1978                   | Rik van Linden       | Marino Basso            | Giuseppe Martinelli |
| 1979                   | Roger de Vlaeminck   | Pierino Gavazzi         | Giuseppe Martinelli |
| 1980                   | Giovanni Battaglin   | Francesco Moser         | Silvano Contini     |
| 1981                   | Gregor Braun         | Francesco Moser         | Giovanni Mantovani  |
| 1982                   | Giovanni Mantovani   | Francesco Moser         | Giuseppe Martinelli |
| 1983                   | Francesco Moser      | Alfons de Wolf          | Bruno Leali         |
| 1984                   | Mario Beccia         | Acacio da Silva         | Johan van der Velde |
| 1985                   | Emanuele Bombini     | Marinho Amadori         | Stefano Colagè      |
| 1986                   | Roberto Visentini    | Claudio Corti           | Roberto Pagnin      |
| 1987                   | Giuseppe Saronni     | Maurizio Fondriest      | Davide Cassani      |
| 1988                   | Adriano Baffi        | Gianbattista Bardelloni | Stefano Allocchio   |
| 1989                   | Adriano Baffi        | Pierino Gavazzi         | Silvio Martinello   |
| 1990                   | Mario Cipollini      | Giuseppe Citterio       | Endrio Leoni        |
| 1991                   | Silvio Martinello    | Danilo Gioia            | Flavio Vanzella     |
| 1992                   | Andrei Teteriouk     | Mario Manzoni           | Roberto Pelliconi   |
| 1993                   | Alberto Elli         | Massimo Podenzana       | Stefano della Santa |
| 1994                   | Angelo Lecchi        | Gilles Delion           | Maximilian Sciandri |
| 1995                   | Angelo Canzonieri    | Angelo Lecchi           | Alessio Barbagli    |
| 1996                   | Fabio Roscioli       | Filippo Casagrande      | Stefano Cembali     |